# صباح (وقت)

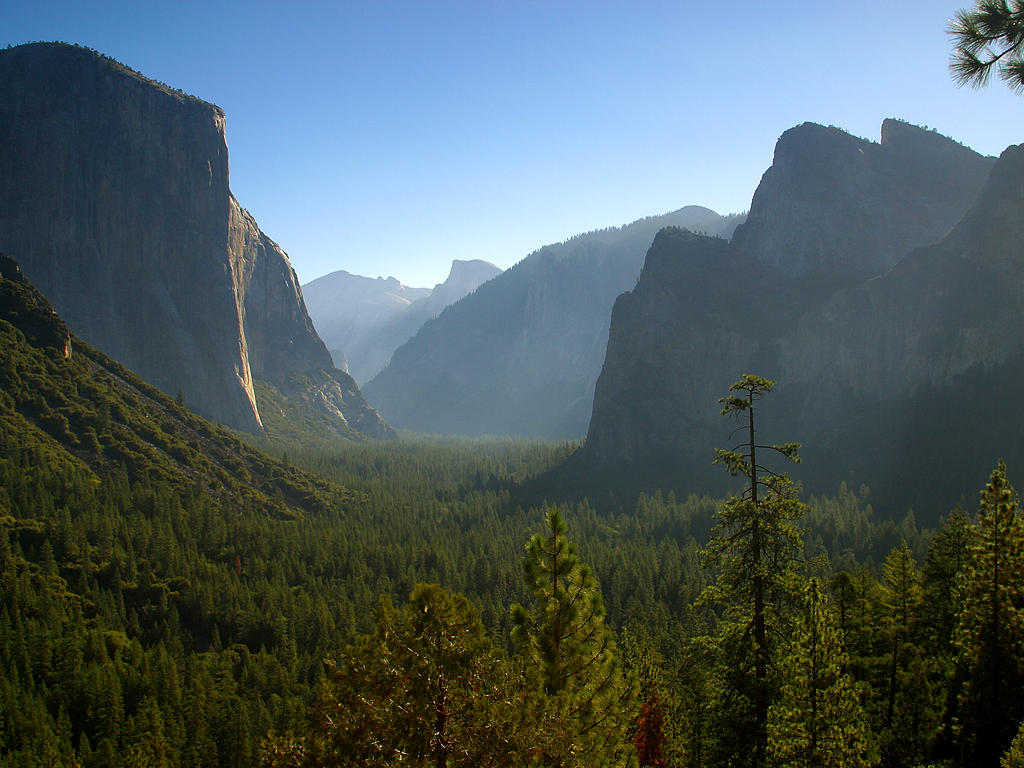
الصباح في منتزه يوسمايت (الولايات المتحدة)

الصباح هو الجزء الأول من اليوم، يقصد به وقت بزوغ الشمس من المشرق على مكان ما، وقد يشار به أيضاً إلى تلك الفترة التي تتلو الفجر أي عندما يمكن رؤية قرص الشمس بعضه أو كله.

## معرض صور

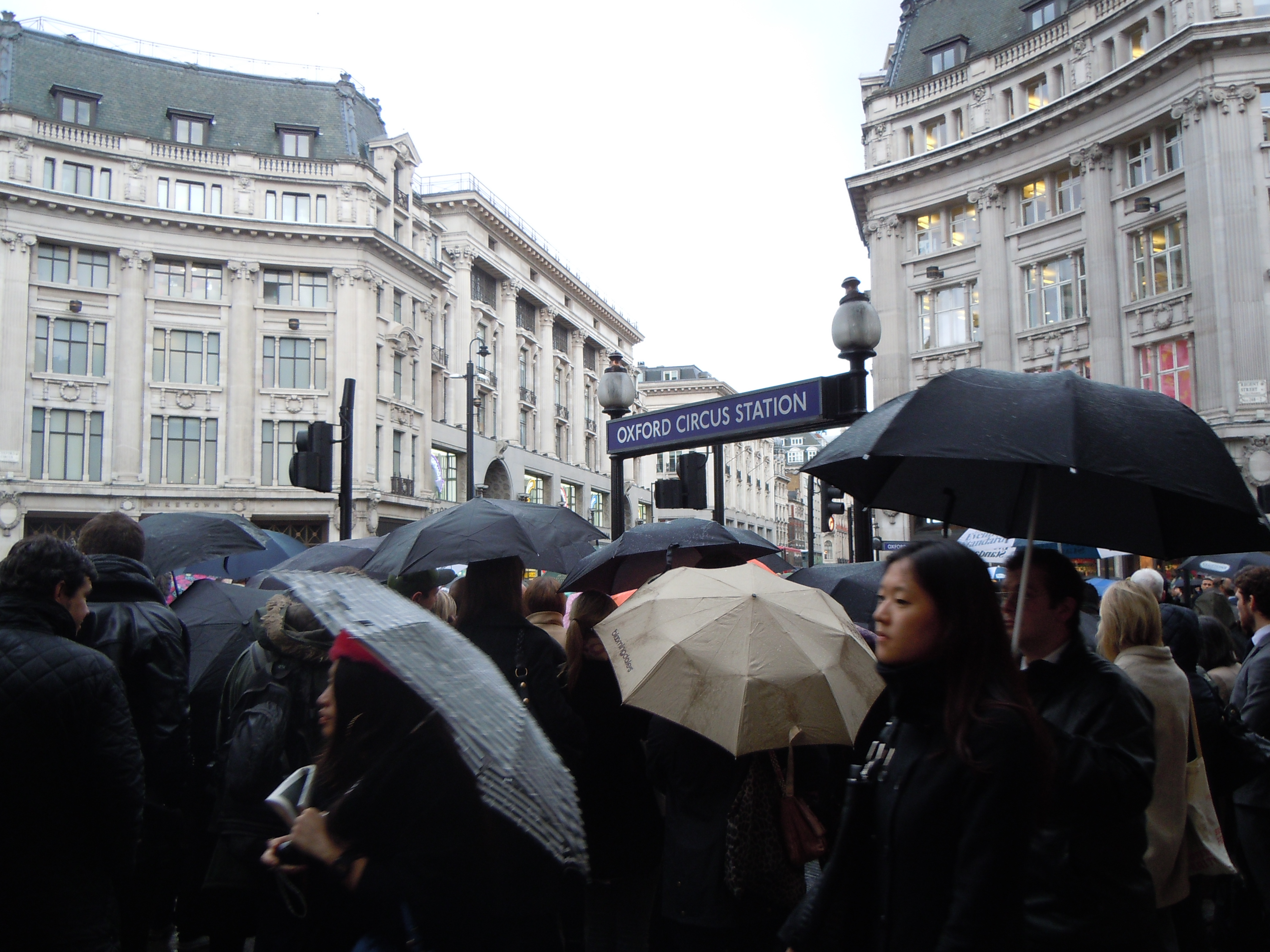
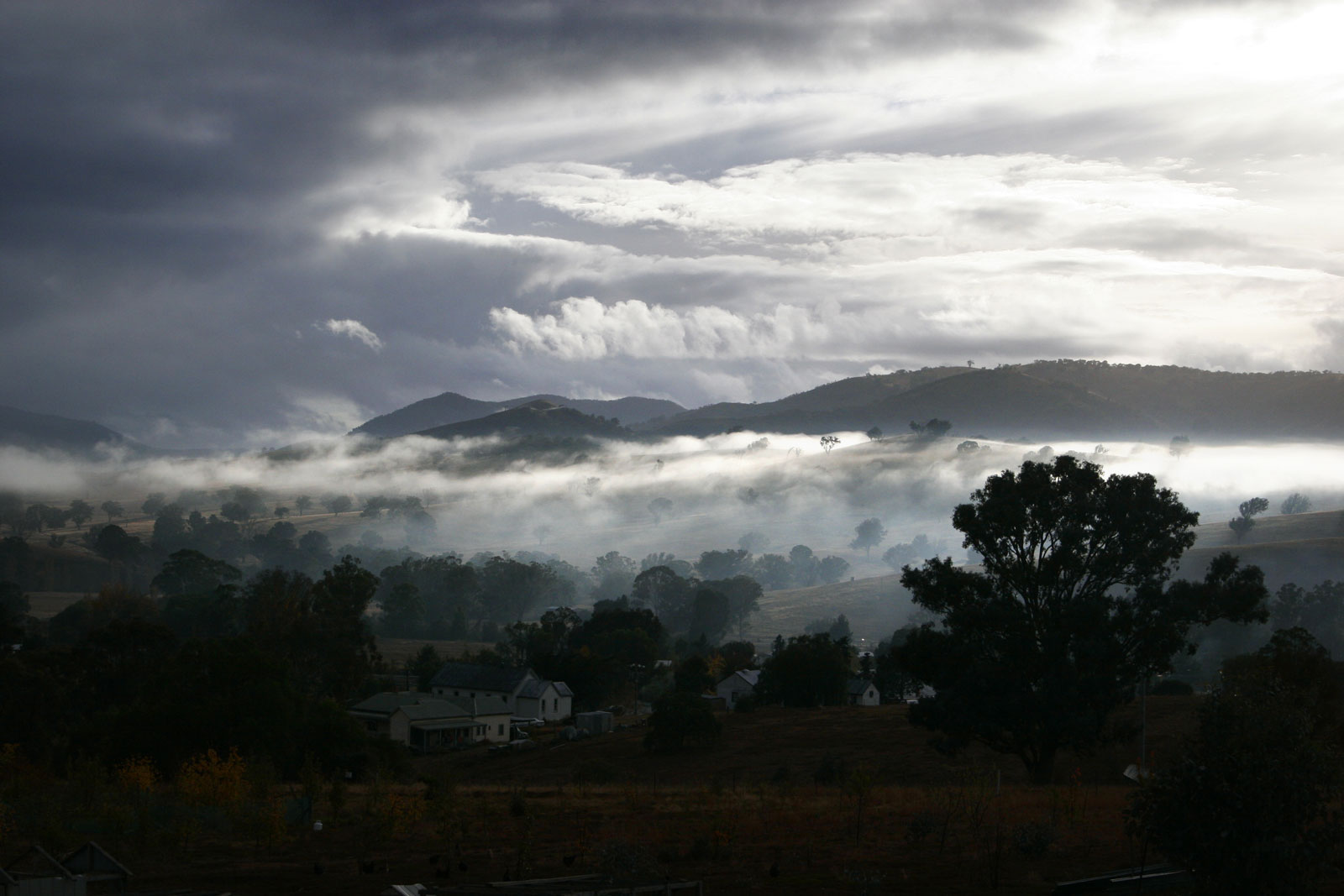
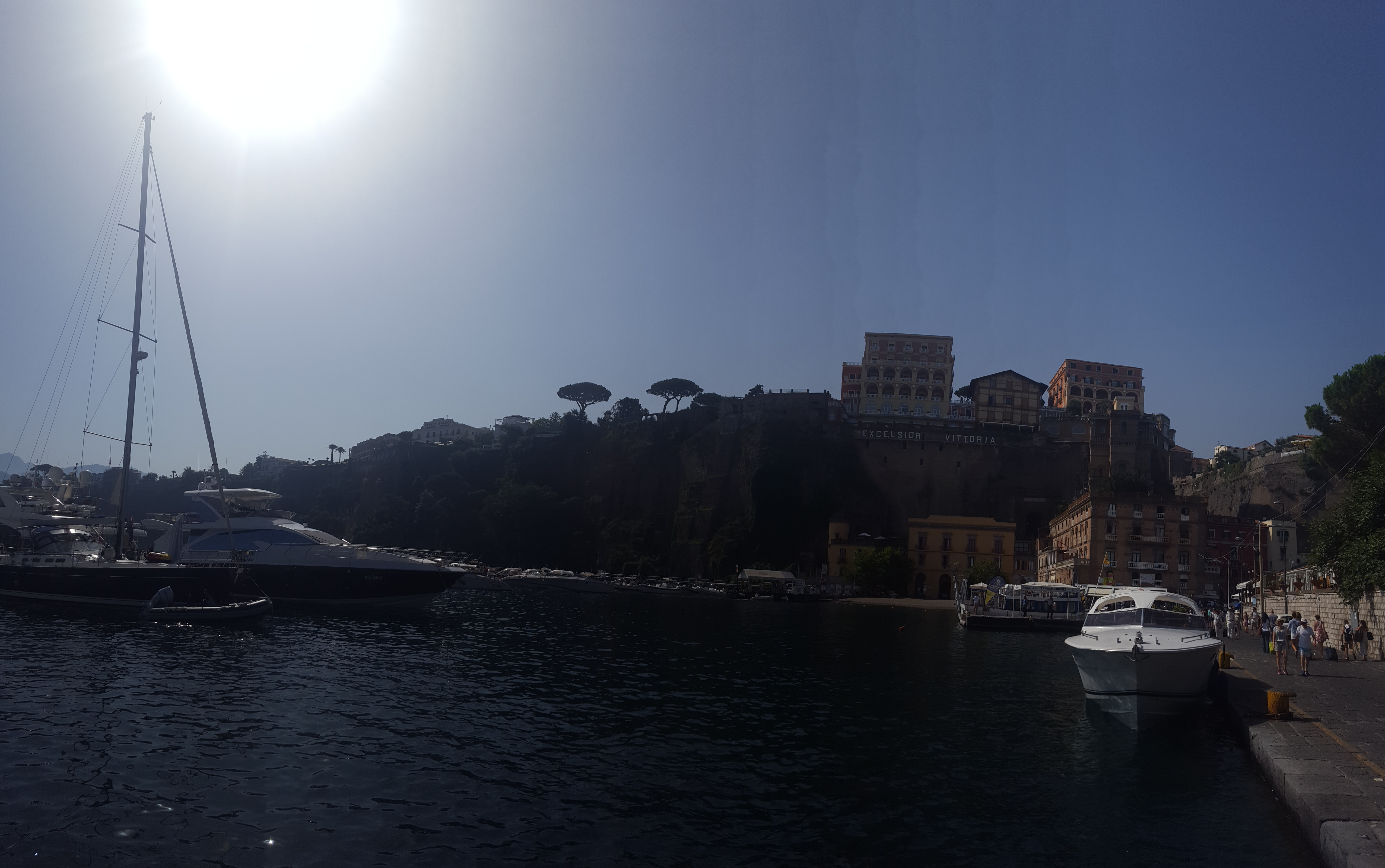
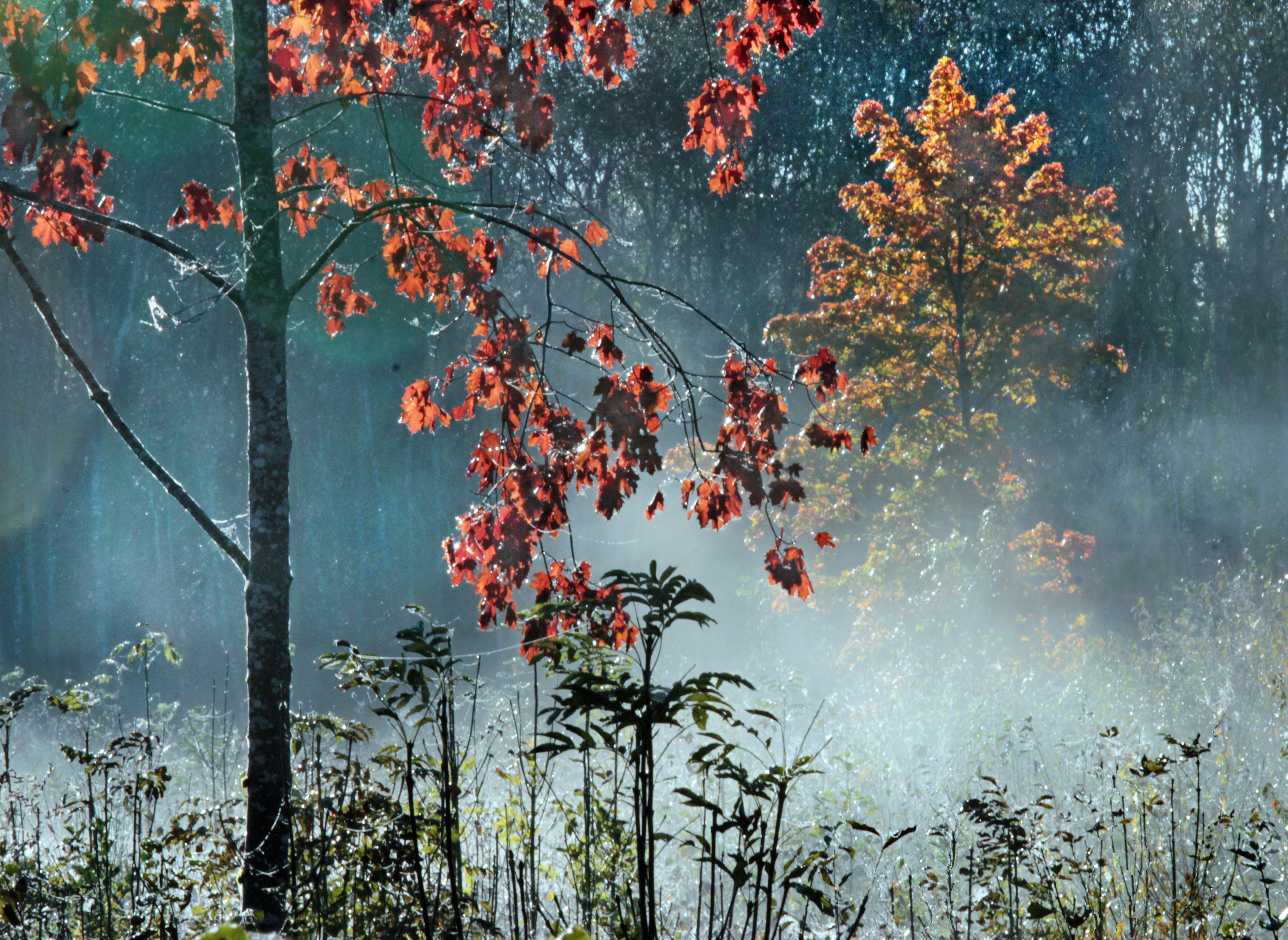